# Horst Gewiss
Horst Gewiss (* 17. November 1952 in Berlin) ist ein ehemaliger deutscher Bahnradsportler.

## Sportliche Laufbahn
Zum Beginn seiner Laufbahn bestritt er auch Straßenrennen und war in der Jugendklasse mehrfach siegreich. Er startete für den Verein BRC Zugvogel. Horst Gewiss (auch Gewiß in zeitgenössischen Quellen) war in den 1970er Jahren im Tandemrennen erfolgreich. Gemeinsam mit Wolfgang Schäffer wurde er drei Mal deutscher Meister in dieser Disziplin. 1977 errangen die beiden Sportler bei den Bahnweltmeisterschaften in dieser Disziplin die Bronzemedaille. Bis 1981 stand er weitere Male bei deutschen Meisterschaften auf dem Podium, auch in anderen Disziplinen wie Sprint, Zweier-Mannschaftsfahren (mit Peter Vonhof) und Mannschaftsverfolgung. 1979 konnte er auch mit seinem Partner Markus Intra ein Sechstagerennen für Amateure (in Frankfurt am Main) gewinnen.
1983 wurde er hinter Christian Dippel deutscher Meister im Steherrennen.

## Erfolge
1975
- Deutscher Meister – Tandemrennen (mit Wolfgang Schäffer)

1976
- Deutscher Meister – Tandemrennen (mit Wolfgang Schäffer)

1977
- Weltmeisterschaft – Tandemrennen (mit Wolfgang Schäffer)
- Deutscher Meister – Tandemrennen (mit Wolfgang Schäffer)

1979
- Deutscher Amateur-Meister – Omnium

1983
- Deutscher Meister – Steherrennen (hinter Christian Dippel)